# Vittsjö Gymnastik och Idrottsklubb (calcio femminile)
Il Vittsjö Gymnastik och Idrottsklubb, citato nella sua forma contratta Vittsjö GIK, è una squadra di calcio femminile svedese, la più importante sezione dell'omonima società polisportiva con sede a Vittsjö, piccolo centro del comune di Hässleholm, nella contea della Scania, e fondata nel 1933.
Nella stagione 2016 il Vittsjö milita in Damallsvenskan, il livello di vertice del campionato svedese femminile di calcio, torneo al quale è approdato per la prima volta nel 2012, e gioca le partite casalinghe al Vittsjö IP.
La migliore posizione acquisita nella sua storia sportiva è il sesto posto in Damallsvenskan ottenuto nella stagione d'esordio, il 2012, e i quarti di finale di Svenska Cupen nelle stagioni 2013-2014, 2015-2016.

## Palmarès

### Altri piazzamenti
- Campionato svedese:

Terzo posto: 2019

## Organico

### Rosa 2022
Rosa, ruoli e numeri di maglia come da sito ufficiale, aggiornati al 14 aprile 2022.
| N. |                      | Ruolo | Calciatrice        |
| -- | -------------------- | ----- | ------------------ |
| 1  | Scozia (bandiera)    | P     | Shannon Lynn       |
| 2  | Danimarca (bandiera) | C     | Mie Leth Jans      |
| 3  | Finlandia (bandiera) | D     | Julia Tunturi      |
| 4  | Australia (bandiera) | D     | Clare Polkinghorne |
| 5  | Svezia (bandiera)    | C     | Hannah Sjödahl     |
| 6  | Svezia (bandiera)    | A     | Clara Markstedt    |
| 7  | Svezia (bandiera)    | C     | Klara Nyberg       |
| 8  | Finlandia (bandiera) | C     | Jutta Rantala      |
| 9  | Svezia (bandiera)    | D     | Lisa Klinga        |
| 10 | Canada (bandiera)    | C     | Sarah Stratigakis  |

| N. |                        | Ruolo | Calciatrice      |
| -- | ---------------------- | ----- | ---------------- |
| 11 | Svezia (bandiera)      | C     | Nova Karlsson    |
| 13 | Canada (bandiera)      | P     | Sabrina D'Angelo |
| 15 | Svezia (bandiera)      | C     | Nellie Persson   |
| 17 | Canada (bandiera)      | D     | Kayla Adamek     |
| 18 | Finlandia (bandiera)   | A     | Linda Sällström  |
| 19 | Stati Uniti (bandiera) | A     | Moa Karlsson     |
| 20 | Svezia (bandiera)      | A     | Hanna Ekengren   |
| 22 | Svezia (bandiera)      | D     | Sandra Adolfsson |
| 23 | Svezia (bandiera)      | D     | Kajsa Lind       |
|    | Australia (bandiera)   | C     | Katrina Gorry    |

### Rosa 2021
Rosa, ruoli e numeri di maglia come da sito ufficiale, aggiornati al 16 aprile 2021.
| N. |                      | Ruolo | Calciatrice            |
| -- | -------------------- | ----- | ---------------------- |
| 1  | Scozia (bandiera)    | P     | Shannon Lynn           |
| 2  | Danimarca (bandiera) | D     | Mie Leth Jans          |
| 3  | Finlandia (bandiera) | D     | Julia Tunturi          |
| 4  | Brasile (bandiera)   | C     | Bri Campos             |
| 5  | Svezia (bandiera)    | C     | Hannah Sjödahl         |
| 6  | Svezia (bandiera)    | A     | Clara Markstedt        |
| 7  | Svezia (bandiera)    | A     | Beatrice Persson       |
| 8  | Svezia (bandiera)    | D     | Alexandra Benediktsson |
| 9  | Svezia (bandiera)    | D     | Lisa Klinga            |
| 10 | Brasile (bandiera)   | C     | Fernanda Da Silva      |
| 11 | Svezia (bandiera)    | C     | Tove Almqvist          |
| 13 | Canada (bandiera)    | P     | Sabrina D'Angelo       |

| N. |                        | Ruolo | Calciatrice        |
| -- | ---------------------- | ----- | ------------------ |
| 14 | Svezia (bandiera)      | D     | Filippa Wallén     |
| 15 | Svezia (bandiera)      | C     | Nellie Persson     |
| 16 | Australia (bandiera)   | D     | Clare Polkinghorne |
| 17 | Australia (bandiera)   | A     | Emily Gielnik      |
| 18 | Svezia (bandiera)      | C     | Ebba Wieder        |
| 19 | Stati Uniti (bandiera) | A     | Moa Karlsson       |
| 20 | Svezia (bandiera)      | C     | Michelle De Jongh  |
| 21 | Svezia (bandiera)      | A     | Paulina Nyström    |
| 22 | Svezia (bandiera)      | D     | Sandra Adolfsson   |
| 23 | Svezia (bandiera)      | D     | Kajsa Lind         |
| 24 | Svezia (bandiera)      | C     | Ebba Hed           |
| 25 | Svezia (bandiera)      | P     | Elin Vaughan       |

### Rosa 2017
| N. |                      | Ruolo | Calciatrice                  |
| -- | -------------------- | ----- | ---------------------------- |
| 1  | Scozia (bandiera)    | P     | Shannon Lynn                 |
| 4  | Scozia (bandiera)    | D     | Ifeoma Dieke                 |
| 5  | Svezia (bandiera)    | A     | Emma Lundh                   |
| 6  | Svezia (bandiera)    | C     | Clara Markstedt              |
| 7  | Svezia (bandiera)    | D     | Amanda Persson               |
| 8  | Svezia (bandiera)    | D     | Alexandra Benediktsson       |
| 9  | Svezia (bandiera)    | D     | Lisa Klinga                  |
| 10 | Svezia (bandiera)    | D     | Johanna Andersson (capitano) |
| 11 | Finlandia (bandiera) | C     | Emmi Alanen                  |
| 12 | Svezia (bandiera)    | C     | Matilda Olsson               |
| 13 | Canada (bandiera)    | P     | Chandra Bednar               |

| N. |                          | Ruolo | Calciatrice                 |
| -- | ------------------------ | ----- | --------------------------- |
| 14 | Svezia (bandiera)        | C     | Linnea Jonasson             |
| 15 | Danimarca (bandiera)     | C     | Emma Nielsen                |
| 17 | Nuova Zelanda (bandiera) | A     | Hannah Wilkinson            |
| 18 | Finlandia (bandiera)     | A     | Linda Sällström             |
| 19 | Nigeria (bandiera)       | C     | Ngozi Okobi                 |
| 20 | Stati Uniti (bandiera)   | C     | Rachel Mercik               |
| 21 | Svezia (bandiera)        | D     | Matilde Abrahamsson         |
| 22 | Svezia (bandiera)        | C     | Sandra Adolfsson            |
| 23 | Svezia (bandiera)        | D     | Fanny Kristiansson Ronnstam |
| 24 | Svezia (bandiera)        | A     | Ebba Hed                    |